# Котовник венгерский
Кото́вник венге́рский (лат. Nepeta nuda) — многолетнее травянистое растение, вид рода Котовник семейства Яснотковые. Вид имеет широкий ареал в Евразии.

## Ботаническое описание
Относительно крупное многолетнее травянистое растение высотой от 50 до 120 см. Стебель четырёхгранный, полый, обычно сине-фиолетового цвета, в основном полностью голый или слабо опушенный. Междоузлия длиной от 4 до 12 см.
Листья противоположные, нижние очень короткочерешковые, длиной от 1 до 5 мм. 2-8 см в длину и 1,5-3,5 см в ширину, листовая пластинка продолговато-яйцевидная или эллиптическая с сердцевидным основанием. Край листа мелкозубчатый по всей окружности. Верхняя и нижняя поверхности листа полностью голые.
Период цветения в Северном полушарии длится с июня по август. Имеется выраженный стебель соцветия. Рыхлое колосовидное соцветие состоит из неплотно прилегающих друг к другу псевдоколосков, каждый из которых имеет множество цветков.
Гермафродитный цветок зигоморфный, пятилепестковый с двойным околоцветником. Пять коротковолосистых чашелистиков длиной от 4 до 6 мм имеют трубчато-колокольчатую форму, чашечка заканчивается пятью довольно короткими шиловидными заострёнными зубцами чашечки, которые все одинаковой длины. Пять лепестков длиной от 6 до 10 мм срастаются, образуя изогнутую трубку венчика, которая значительно расширяется на верхнем конце. Светло-фиолетовый или почти белый венчик двугубый. Тычинки и пестик выступают немного ниже верхней губы.
Колючий плод разделён на эллипсоидные субплоды длиной около 2 мм с бородавчато-колючей вершиной.
Число хромосом 2n = 18 или 36.

## Распространение
Основной ареал — юго-восточная и восточная Европа и западная Азия вплоть до Монголии и Синьцзяна. Там он произрастает в лесостепи. Однако ареал вида простирается на запад через долины Дуная, Эльбы и Одера в Польшу, Австрию и Чехию, в южную и центральную Германию, долину Роны, центральную Италию и южные Альпы, а также южную Францию и Пиренеи. Встречается и во многих других районах, где она не является постоянным видом.
В Центральной Европе заселяет сухие луга, редкие лиственные и сосновые леса, особенно на высотах от коллинеарных до горных. В Центральной Европе встречается в растительных сообществах ассоциаций Festucion valesiacae или Onopordion acanthii.
В Швейцарии значения экологических показателей согласно Ландольту: индекс влажности F = 1 (очень сухой), индекс освещенности L = 3 (полутенистый), индекс реакции R = 4 (от нейтральной до щелочной), индекс температуры T = 4+ (тепло-холодно), индекс питательности N = 3 (от умеренно бедного до умеренно богатого питательными веществами), индекс континентальности K = 5 (континентальный).